# Wacquemoulin
Wacquemoulin es una comuna francesa situada en el departamento de Oise, en la región de Alta Francia.

## Demografía
| 273 | 244 | 187 | 190 | 306 | 312 | 276 |
| Para los censos de 1962 a 1999 la población legal corresponde a la población sin duplicidades (Fuente: INSEE [Consultar]) |     |     |     |     |     |     |